# Fulhadhoorah kairi finonolhu
Fulhadhoorah kairi finonolhu is een van de onbewoonde eilanden van het Baa-atol behorende tot de Maldiven.